# Свети Никола (Любанци)
Вижте пояснителната страница за други значения на Свети Никола.
„Свети Никола“ (на македонска литературна норма: „Свети Никола“) е православна църква, разположена в Скопска Църна гора, в скопското село Любанци, Северна Македония. Част е от Скопската епархия на Македонската православна църква – Охридска архиепископия.
Традиционно се твърди, че престолните икони на иконостаса са дело на видния дебърски майстор Дичо Зограф от 1853 година. Нови изследвания обаче твърдят, че те са дело на майстор Павел Аврамовски от Галичник, който завършва работата в тази църква в 1881 г., което се потвърждава от надписа на свода на южната страна. Вероятно изследователите в миналото са обърквали църквата „Свети Никола“ в селото, с манастирската църква „Свети Никола“, която се намира над самото село Любанци.